# Roturas de Cabañas
Roturas de Cabañas, también conocido como simplemente Roturas es una pedanía del municipio de Cabañas del Castillo de España, en la provincia de Cáceres, Comunidad Autónoma de Extremadura. 

## Geografía
Ubicada en las proximidades del río Almonte, no lejos de su nacimiento, en pleno corazón de la Sierra de las Villuercas. 

## Ayuntamiento
En este lugar se encuentra la sede del ayuntamiento del municipio. Hay existentes dos ayuntamientos, uno antiguo que se halla cerrado y otro a plena disposición de cualquiera situado al lado del consultorio médico. Los abades de la llamada Real Abadía de Cabañas (parroquias que formaban el municipio) tenían residencia en esta población.

## Historia
A la caída del Antiguo Régimen la localidad se constituye en municipio constitucional en la región de Extremadura que desde 1834  quedando integrado en Partido Judicial de Logrosán En el censo de 1842 figura anexionado a Cabañas del Castillo.
Actualmente tras la emigración de los años 60 y 70 en busca de trabajo, sufre un drástico envejecimiento, lo cual hace que la población sea cada vez menor, ya que la mitad de la población tiene más de 65 años.

## Patrimonio
Posee la Iglesia parroquial católica bajo la advocación de San Bernardino de Siena, en la Archidiócesis de Mérida-Badajoz, Diócesis de Plasencia, Arciprestazgo de Logrosán.
La fiesta oficial de San Bernardino de Siena es el día 20 de mayo, el día en el que es celebrada una misa a su honor.

## Nota.[4]
1. ↑   Cervantes Virtual
2. ↑   Municipio Código INE -10.134
3. ↑   LISTAR POR LOCALIDAD DE PARROQUIAS «Copia archivada». Archivado desde el original el 10 de abril de 2009. Consultado el 9 de febrero de 2013.
4. ↑  «Verguenza».

- Datos: Q3443056
- Multimedia: Roturas (Cáceres) / Q3443056